# Crane (miasto na Barbadosie)
Crane – miasto na Barbadosie, w parafii Saint Philip. Według danych z 2013 posiada ono 968 mieszkańców. Znajduje się tu kilka hoteli.